# Шеф-економіст Світового банку
Шеф-економіст Світового банку (англ. World Bank Chief Economist) — посада в системі Світового банку. Повна назва: Старший віце-президент з питань економіки розвитку, головний економіст. Відповідає за розробку загальної стратегії розвитку і програми економічних досліджень на глобальному і регіональному рівні, а також на рівні країн. Як представник вищого керівництва банку здійснює функції радника Президента і керівництва банку з економічних питань.

## Перелік шеф-економістів Світового банку
- Холліс Чінері (1972—1982)
- Анн Крюгер (1982—1986)
- Стенлі Фішер (1988—1990)
- Лоуренс Саммерс (1991—1993)
- Майкл Бруно (1993—1996)
- Джозеф Стігліц (1997—2000)
- Ніколас Стерн (2000—2003)
- Франсуа Бургіньон (2003—2007)
- Джастін Лін Іфу (липень 2008 — червень 2012)
- Мартін Равальйон (червень 2012 — жовтень 2012)[2]
- Каушик Басу (жовтень 2012 — жовтень 2016)[3]
- Пол Ромер (жовтня 2016 — січень 2018)[4]
- Шанта Девараян (січень 2018 — листопад 2018), в.о.[5]
- Пінелопі Куяну-Голдберг (листопад 2018 — лютий 2020)[6][7]
- Кармен Рейнгарт (від червня 2020)[8]